# خوان آنتونیو سامارانش
خوان آنتونیو سامارانش (به اسپانیایی: Juan Antonio Samaranch) ‏ (۱۷ ژوئیه ۱۹۲۰ در بارسلون - ۲۱ آوریل ۲۰۱۰ در بارسلون) مدیر ورزشی و سیاستمدار اسپانیایی بود. او از سال ۱۹۸۰ تا ۲۰۰۱ رئیس کمیته بین‌المللی المپیک بود.
سامارانش پیش از انتخاب به سمت وزیر ورزش اسپانیا در سال ۱۹۶۷، سرپرست کاروان ورزشی اسپانیا در چند المپیک بود. او که ریاست کمیته ملی المپیک اسپانیا را نیز در اختیار داشت از سال ۱۹۷۴ تا ۱۹۷۸ نایب رئیس این سازمان و در ۱۹۸۱ به ریاست آن برگزیده شد. سامارانش که در دوران حکومت فرانکو یکی از شاخص‌ترین سیاست‌مداران این کشور بود از سال ۱۹۷۷ تا ۱۹۸۰ سفارت اسپانیا در مغولستان و شوروی را نیز برعهده داشت.
سامارانش در دوران ریاست خود بر این سازمان راه ورود ورزشکاران حرفه‌ای را به المپیک باز کرد و با قراردادهای کلانِ حق پخش تلویزیونی، مسابقات المپیک را از خطر ورشکستگی نجات داد.

## خانواده
سامارانش در ۱۹۵۵ با ماریا ترزا سالیساش (۱۹۳۱–۲۰۰۰) ازدواج کرد. او دو فرزند دارد. دخترش ماریا ترزا نام دارد و پسرش خوان آنتونیو سامارانش سالیساش از سال ۲۰۰۱ نماینده اسپانیا در کمیتهٔ بین‌المللی المپیک و از سال ۱۹۹۶ نایب رئیس فدراسیون بین‌المللی پنج‌گانه مدرن است.